# KKS Siarka Tarnobrzeg
KKS Siarka Tarnobrzeg ist eine polnische Basketballprofimannschaft. Der in Tarnobrzeg beheimatete Verein spielt seit 2010 in der Polska Liga Koszykówki (deutsch Polnische Basketball-Liga).

## Halle
Die Mannschaft trägt ihre Heimspiele in der Hala OSiR aus. Diese bietet 1500 Zuschauern Platz.

## Trainerstab
- Head-Coach: Zbigniew Pyszniak
- Co-Trainer:Arkadiusz Papka

## Sonstiges
Die Vereinsfarben sind blau, weiß und gelb.